# Vladimír Petříček
Vladimír Petříček (født 17. juni 1948 i Libiš) er en tjekkisk tidligere roer og dobbelt olympisk medaljevinder.

## Rokarriere
Petříček var styrmand i forskellige tjekkoslovakiske både, og hans første store internationale resultat kom, da han i toer med styrmand sammen med brødrene Pavel og Oldřich Svojanovský blev europamester i 1969. Brødrene vandt derpå EM-sølv med en anden styrmand i 1971, inden Petříček igen var med i toeren ved OL 1972 i München. De vandt klart deres indledende heat, men efter en andenplads i semifinalen kunne de ikke følge med de østtyske vindere og fik sølv foran rumænerne på tredjepladsen. Ved samme OL var han også styrmand i den tjekkoslovakiske firer med styrmand, der blev roet af Otakar Mareček, Karel Neffe, Vladimír Jánoš og František Provazník. De blev nummer to i indledende heat og i semifinalen, og i finalen måtte de se vesttyskerne løbe med guldet, østtyskerne med sølvet, hvorpå de selv fik bronze.
Ved VM 1974 vandt han bronze i toeren med Svojanovský-brødrene i Schweiz. Ved OL 1976 stillede han op i fireren med tre fra 1972-båden, hvor tjekkoslovakkerne blev nummer fire.

## OL-medaljer
- 1972:  Sølv i toer med styrmand
- 1972:  Bronze i firer med styrmand